# Tipula subonusta
Tipula subonusta är en tvåvingeart som beskrevs av Mannheims och Theowald 1959. Tipula subonusta ingår i släktet Tipula och familjen storharkrankar. Inga underarter finns listade i Catalogue of Life.